# Pyrrosia stolzii
Pyrrosia stolzii là một loài thực vật có mạch trong họ Polypodiaceae. Loài này được (Hieron.) Schelpe miêu tả khoa học đầu tiên năm 1952.